# Sri Vikrama Rajasinha
Sri Vikrama Rajasinha (1780 – 30 de gener de 1832, nascut com Kannasamy Nayaka) fou el darrer dels quatre reis nayakars que van governar la monarquia singalesa del regne de Uda Rata (Kandy) a Sri Lanka. Els reis Nayaks eren tàmils nominalment budistes que van practicar l'hinduisme i va parlar tàmil. El rei fou finalment deposat pels britànics sota els termes de la Convenció de Kandy, el 1815, acabant amb més de 2300 anys de monarquia singalesa a l'illa. L'illa va ser incorporada a l'Imperi britànic, i Sri Vikrama Rajasinha va ser succeït com a monarca per Jordi III.

## Biografia abans de la coronació
Previ a la seva coronació el 1798, Sri Vikrama Rajasinha va ser conegut com a príncep Kannasamy. Era membre de la família reial dels Nayaks de Madurai i nebot del anterior rei d'Uda Rata, Sri Rajadhi Rajasinha al que va succeir com a rei de Kandy el 1798 a l'edat de divuit anys.

## Regnat

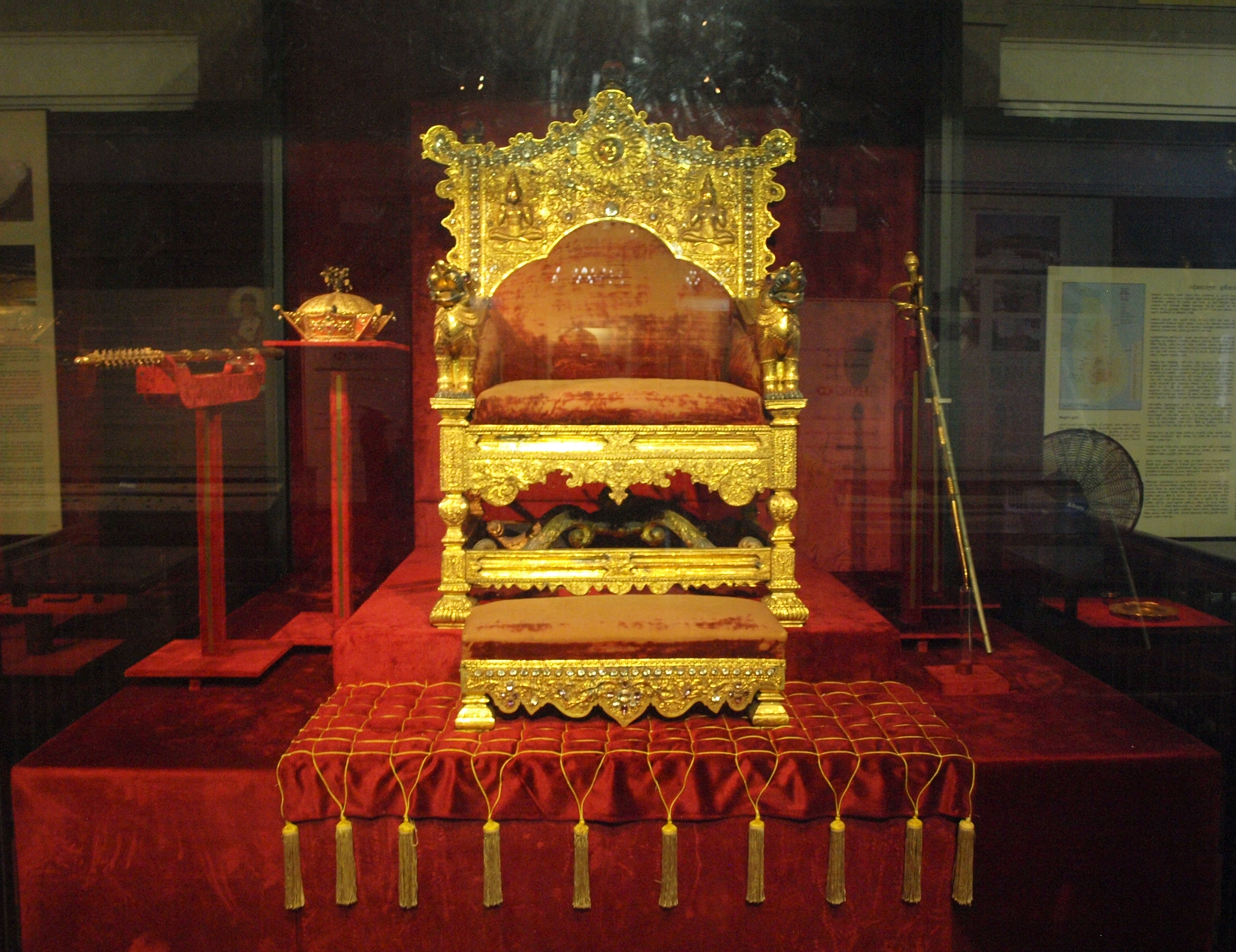
El tron dels reis de Kandy.

### Regnat
Sri Rajadhi Rajasinha va morir de malaltia el 26 de juliol de 1798, sense hereu. El regnat de Sri Rajadhi Rajasinha havia estat dominat pel seu poderós primer ministre Pilima Talawe (o Talauve), que va fer coronar un parent del rei de 18 anys, Konnasami, sota el nom de Sri Vikrama Rajasinha. Hi havia un rival per la successió de Sri Rajadhi Rajasinha, que era el germà de la reina Upendrama, Muttusami, cunyat del difunt Sri Rajadhi Rajasinha, el qual va reclamar enèrgicament però Pilima Talauve el va fer detenir amb les seves germanes. Tanmateix, Pilima Talauve (o Talawe), però el primer adigar (Primer ministre) va escollir a Kannasamy, perquè era pròxim dels britànics, però no podia pas controlar a Sri Vikrama Rajasinha, i en el moment d'una trobada amb aquests a Avissawella entre 1799 i 1801, els va demanar ajuda per deposar-lo al seu propi profit. De les negociacions complexes que van seguir, diverses solucions foren discutides i rebutjades per una o altra part. Sri Vikrama Rajasinha va fer front a nombroses conspiracions per enderrocar-lo i va regnar en un dels períodes més turbulents de la història de Sri Lanka .
La Companyia Britànica de les Índies Orientals i la Corona britànica van gestionar en comú les seves possessions a l'illa entre 1798 i 1802, quan van estar transformades en la colònia britànica de Ceilan. Els últims territoris holandesos a l'illa foren formalment cedits als britànics pel tractat d'Amiens de 1802, però la companyia conservava no obstant això un monopoli sobre el comerç de la colònia. Els agents dels britànics foren posats al front dels lucratius monopolis sobre les perles, les plantacions de cotó, la sal i el tabac. Els tres primers anys, el govern va rebre 396.000 de £ de les pesqueries de perles. Això va compensar la baixada del preu de la canyella causada pels estocs holandesos a Amsterdam.

### Conflicte intern

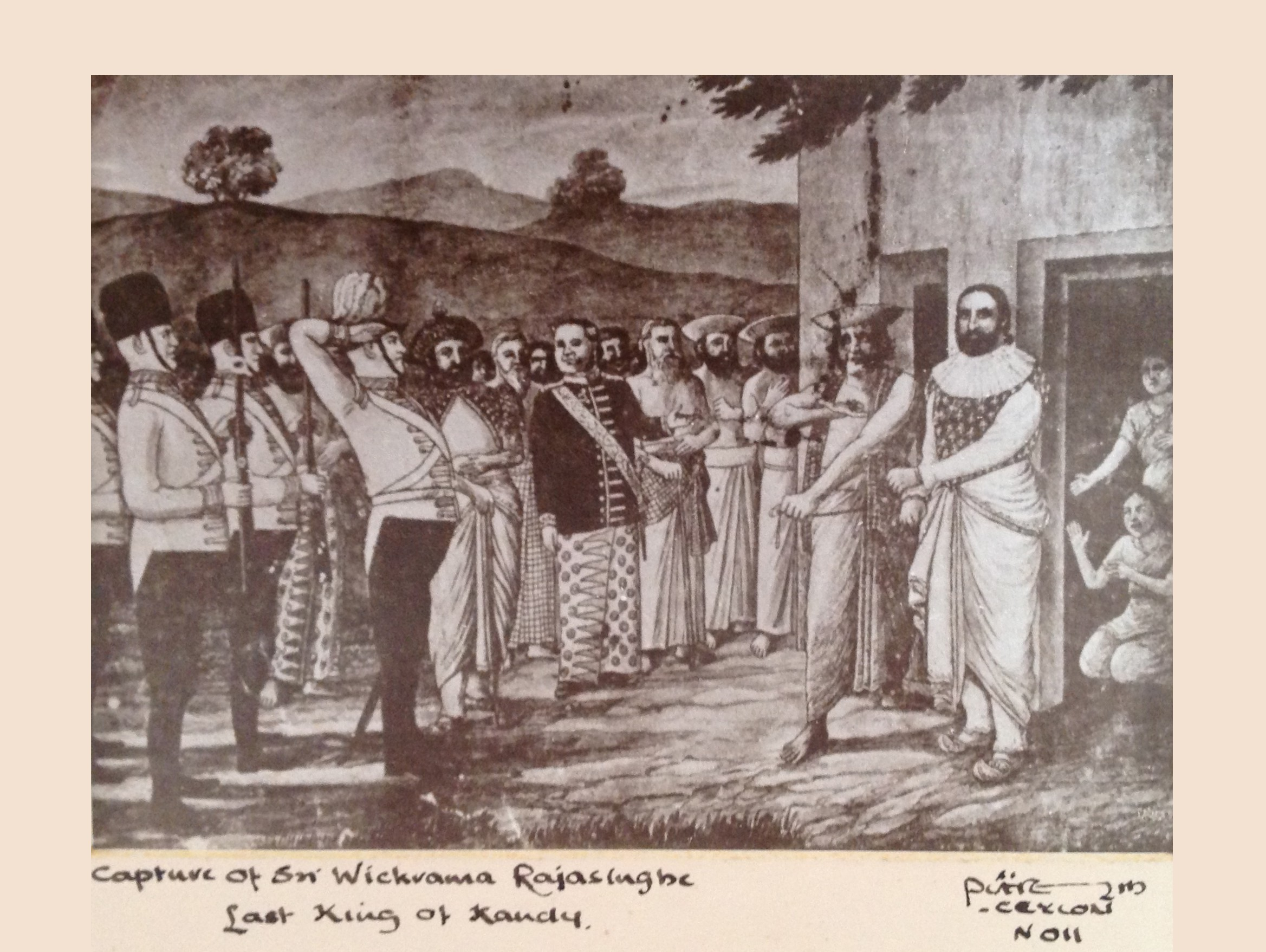
Captura del rei Rajasinha el 1815.

Pilima Talauwa, el primer adigar del rei, va començar operacions encobertes amb els britànics per provocar el rei a actes de agressió que donessin als britànics una excusa per conquerir el regne. L'adigar va manipular el rei per començar un conflicte militar amb els britànics, que dominaven les províncies costaneres. Les tensions van pujar i la crisi va esclatar quan un grup de súbdits britànics musulmans foren detinguts i maltractats per agents de Pilima Talawe. Les demandes de reparació britàniques foren ignorades i Frederick North va ordenar a les seves tropes d'envair Kandy (primera guerra de Kandy). El 31 de gener de 1803, un exèrcit britànic manat pel general Hay MacDowall va capturar Kandy, que va trobar abandonada (Sri Vikrama Rajasinha havia fugit). Va instal·lar Muttusami en el tron, sense obtenir l'assentiment popular. Envoltats d'una població hostil, faltant aliments i patint de malalties, es van veure obligats d'abandonar la ciutat deixant els seus malalts darrere (aquests malalts foren morts pels singalesos dirigits per l'adigar el juny) i el rei fou restaurat. Les forces de Kandy van vèncer als britànics en retirada a la ribes del Mahaweli Ganga que baixava crescut. Muttusami i tots els presoners britànics foren morts llevats de quatre, entre els quals el major Davies, substitut de MacDowall. Però l'exèrcit de Uda Rata fou tot seguit derrotat a Hanwella.
El 1804, una nova ofensiva britànica va acabar sense resultat i una treva fràgil va ser establerta l'any 1805.
Al curs del decenni següent, el comportament de més en més erràtic i capritxós de Sri Vikrama Rajasinha va causar disturbis importants entre la població. Va estar a punt de ser destronat l'any 1808 per una rebel·lió a Set Korales (avui el districte de Kurunegala). Pilima Talawe es va rebel·lar l'any 1810, abans de ser capturat i, havent estat perdonat en dues ocasions anteriors, va ser executat.
L'adigar va ser reemplaçat pel seu nebot, Ehelepola, qui aviat va estar sota sospita de seguir els passos del seu oncle per l'enderrocament de Sri Vikrama Rajasinha.
El 1814, el rei va convocar a Kandy a Ehelepola Nilame, que era ''dissava'' de Sabaragamuwa. Ehelepola va rebutjat anar-hi, sospitant un parany. l'adigar va fugir a Colombo i es va unir als britànics. Després de no aconseguir la seva rendició (després 3 setmanes d'advertències), el rei desesperat va cessar a Ehelepola, va confiscar les seves terres, i va ordenar l'empresonament i execució de la seva esposa i els seus tres fills. Un relat d'aquesta execució va ser fet circular àmpliament pels seus simpatitzants i l'acte fou d'una tal crueltat que la població, tot i estar habituada a les execucions públiques, es va aixecar en massa contra el rei, ja molt impopular entre el Sangha (clergat budista) al que havia confiscat brutalment els seus béns.

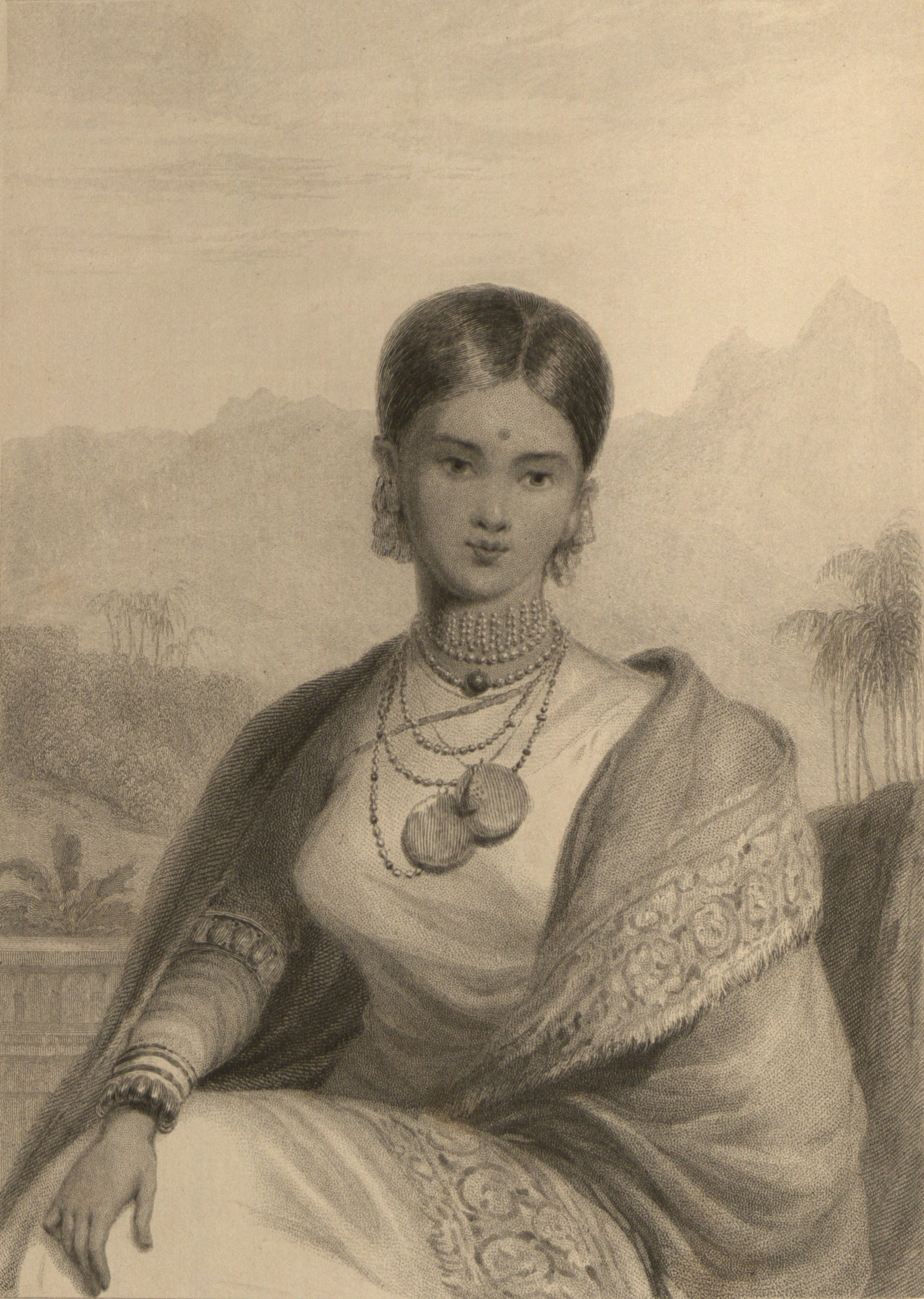
Rangammal Devi, reina consort.
Dibuixat per William Daniell els primers anys del.

Ehelepola va persuadir als britànic que la tirania de Sri Vikrama Rajasinha mereixia una intervenció militar. El pretext va ser proporcionat per la captura d'alguna comerciants britànics detinguts sota sospita d'espiar i que van ser torturats i molts d'ells assassinats.
El governador Robert Brownrigg va enviar el gener 1815 a les tropes britàniques des de la costa, acompanyades de tropes locals manades per Ehelepola. Molligoda, successor de Ehelepola a Sabaragamuwa i ''dissava'' de Quatre Korales (avui al districte de Kegalle) es van unir als britànics el febrer; van arribar a la vora de Kandy el 10 de febrer de 1815 i fou presa el 14 de febrer i Sri Wikrama Rajasinha fou capturat el 18 pels homes d'Ehelepola.
El 2 de març de 1815, els representants britànics, dels quals el governador Robert Brownrigg i l'auditor general John D'Oyly, es van trobar amb la noblesa del regne i van concloure amb ella un acord conegut sota el nom de Convenció de Kandy. Aquest acord preveia la protecció del budisme Theravada i el manteniment del sistema administratiu local sota l'autoritat del governador britànic de Colombo, i sota el control dels agents britànics a Sabaragamuwa, Tres Korales i Uwa. En la pràctica, no obstant això, els caps locals com Ehelepola i Molligoda eren perfectament conscients que ells depenien dels britànics i es quedaven com inferiors als oficials britànics els quals tenien lliure accés als seus dominis.
Pel que fa al regnat del rei, l'historiador Louis Edmund Blaze diu que "no va ser un patriota tan ardent com els seus antecessors immediats; ni mostrava aquelles qualitats mentals i morals que van habilitar reis anteriors per aguantar el poder en contra la rebel·lió i la invasió. Dir que fou cruel no significa molt, ja que els reis i nobles cruels no eren rars en aquells dies; i és qüestionable si tot els fets cruel que es van atribuir a Sri Vickrema Rajasinghe eren de pròpia iniciativa o fets per la seva ordre. Seria més just de considerar-lo com a eina dèbil en les mans de caps pensants que com a monstre de crueltat, el qual és una moda d'alguns escriptors per anomenar-lo. Va embellir la seva capital. El llac i l'Octàgon a Kandy sempre han estat considerats obra del rei."

## Mort
Sri Vikrama Rajasinha va ser deposat i enviat com a presoner reial dels britànics al fort de Vellore a l'Índia del sud. Va viure d'una petita pensió que li fou donada pel govern britànic per a ell i les seves dues reines. Va morir d'hidropesia el 30 de gener de 1832 amb 52 anys.

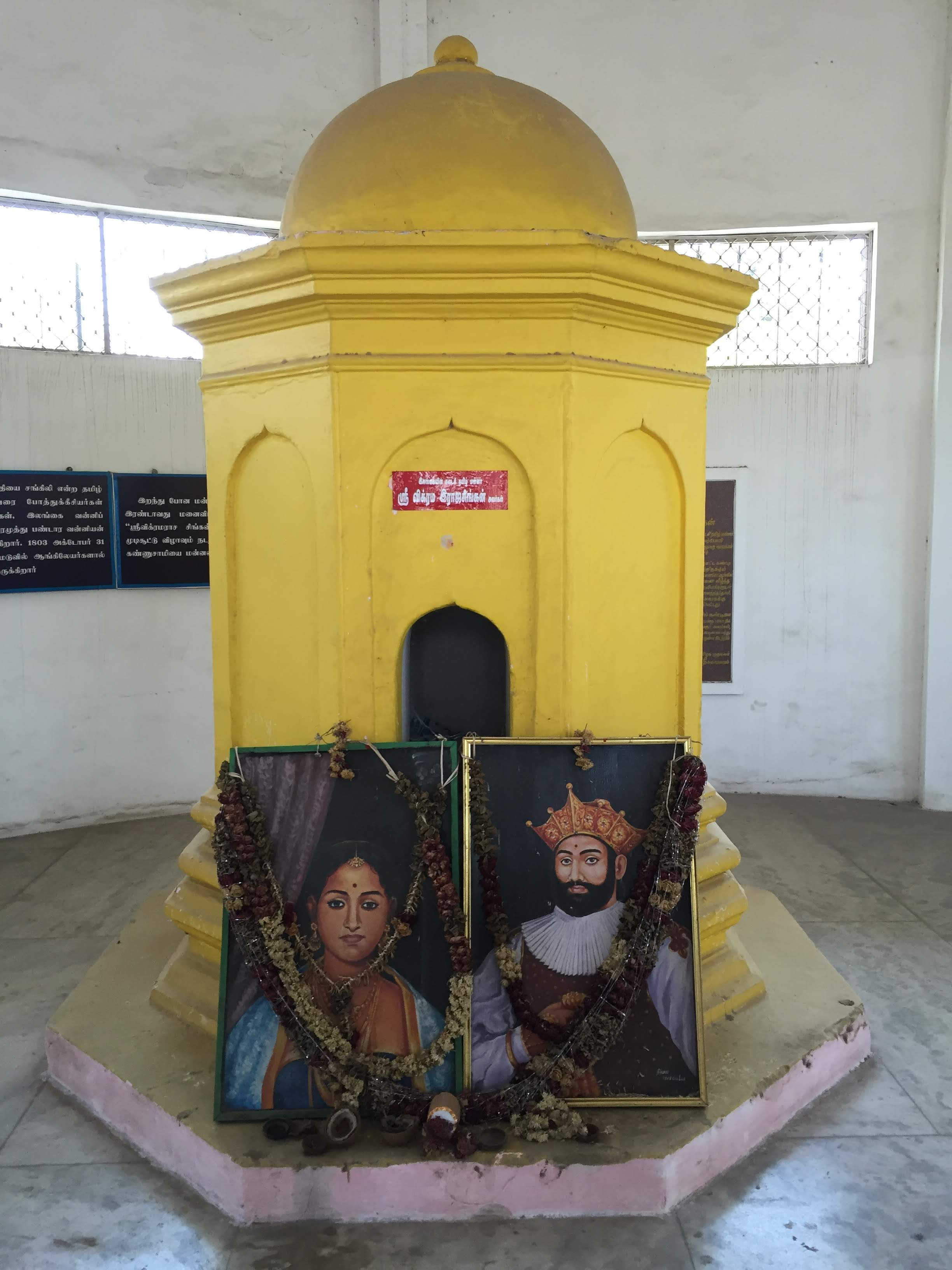
Tomba de Vikrama Raja Singa i Consort, Vellore
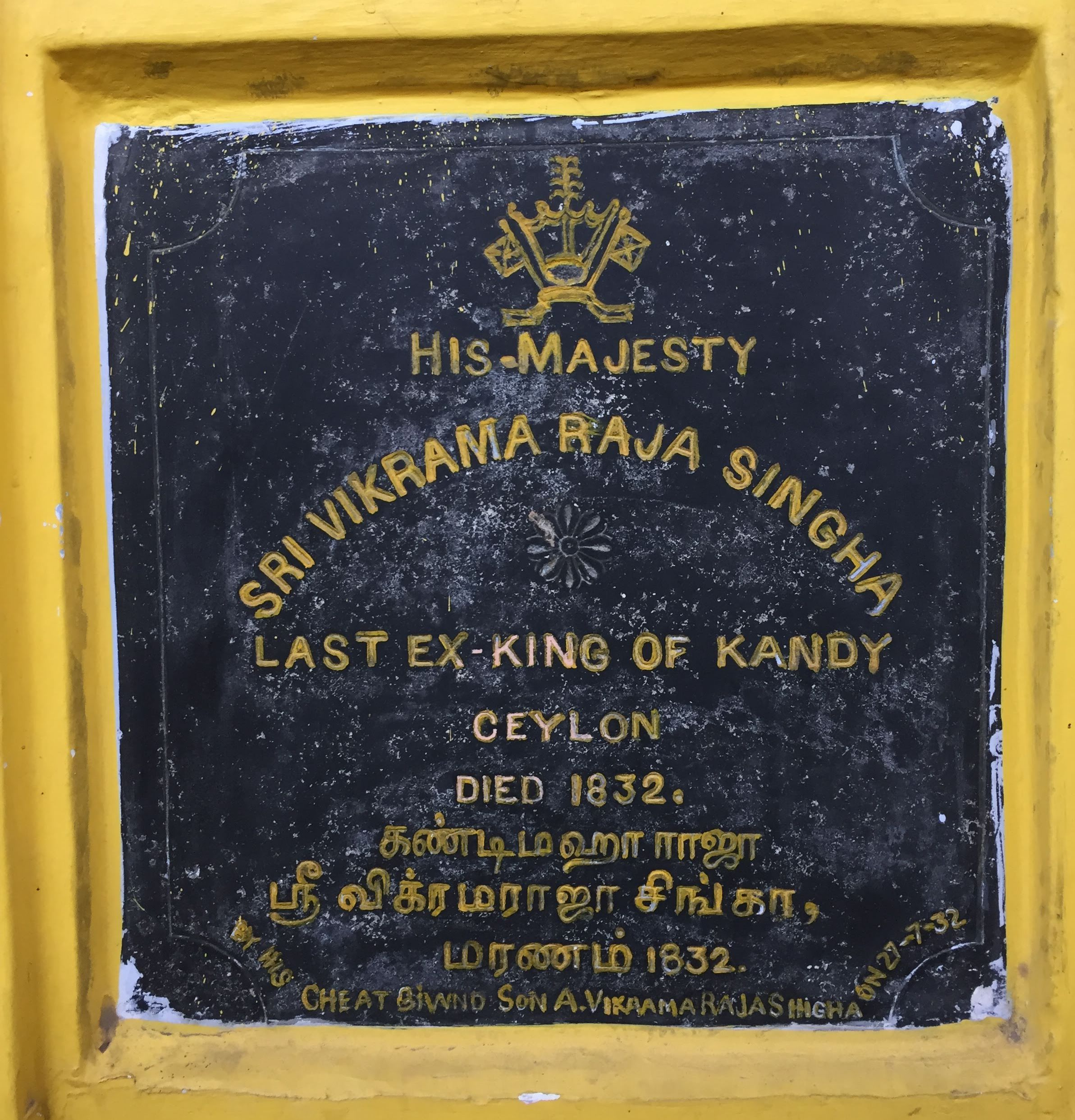
Làmpada sepultura de Vikrama Raja Singa, Vellore

## Llegat

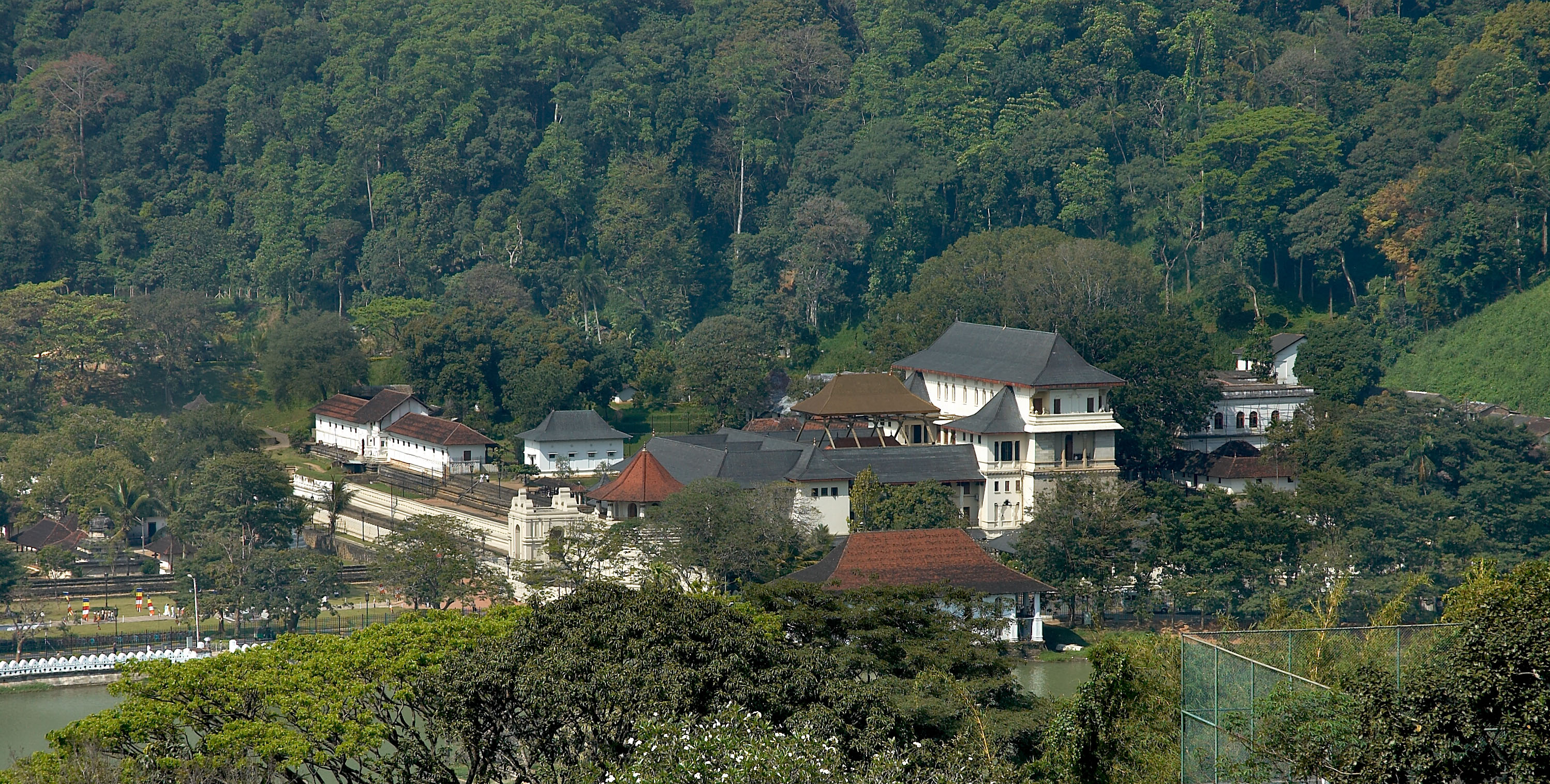
Palau del rei Sri Vikrama Rajasinha.

Bandera del regne de Kandy.

La bandera actual de Sri Lanka incorpora l'estàndard reial de Sri Vikrama Rajasinha. El setembre de 1945 va ser suggerit en una proposta al Consell d'Estat, que l'estàndard fos adoptada com a bandera nacional de Sri Lanka:

"Aquesta Cambra és de l'opinió que l'estàndard reial del rei Sri Vikrama Rajasinha que inclou un lleó groc aguantant una espasa al seu braç dret, en un fons vermell, el qual va ser portat a Anglaterra després de la Convenció de 1815, altre cop hauria de ser adoptat com la bandera oficial del Ceilan Lliure."

El llac de Kandy, un llac artificial al costat del palau de Kandy va ser encarregat per Sri Vikrama Rajasinha.
Durant el temps en què Sri Vikrama Rajasinha va estar presoner al fort Vellore va rebre un subsidi (privy purse), el qual els seus descendents van continuar rebent del Govern de Ceilan fins al 1965.
Muthu Mandapam és un memorial construït al voltant de la tomba de Sri Vikrama Rajasinha, el darrer governant de Kandy d'origen indi del sud. Situat a la riba del riu Palar, és només un km al nord de la ciutat de Vellore.
Durant el regnat de Sri Vikrama Rajasinha regnat, el tàmil va ser utilitzat com una de les llengües de la cort a Kandy - un fet històric amb implicacions per la política del present a Sri Lanka.